# Raporty Karskiego
Raporty Karskiego – szereg raportów przygotowanych przez Jana Karskiego opisujących sytuację polityczną oraz humanitarną na terenach okupowanej przez Niemców II Rzeczypospolitej. Obok Raportów Pileckiego są pierwszym źródłem na temat holocaustu na świecie.

## Historia
Raporty powstały w latach 1940–1943 na podstawie obserwacji dokonanych przez autora dokumentu podczas pobytu w okupowanej Polsce oraz w czasie kilku podróży w latach 1940–1942 odbytych między Warszawą, Krakowem oraz zagraniczne przez Zakopane na Słowację i Węgry. W ich czasie dwukrotnie, w tajemnicy przed administracją niemiecką, udawał się do getta warszawskiego. Aby zebrać dalsze materiały, w przebraniu ukraińskiego strażnika pomocniczej formacji SS wszedł do obozu zagłady, który później zidentyfikował jako Bełżec. Po wojnie sprostował, że był to obóz przejściowy dla Żydów w Izbicy.
Lista raportów:
- Podróż autora raportu (1940)
- Sytuacja ogólna w kraju (1940)
- Wybrane zagadnienia polityczno-ideowe w kraju (1940)
- Zagadnienia Żydowskie w kraju (1940)
- Misja Jana Karskiego w Londynie (1942)
- Podtrzymywanie nastroju walki w społeczeństwie (1942)
- Notatka z rozmowy z prezydentem F.D. Rooseveltem (1943)

Jan Karski spisał swoje raporty wraz z bratem Marianem Kozielewskim przedwojennym oficerem polskiej policji oraz pierwszym komendantem granatowej policji w Warszawie, który podczas okupacji był komendantem Państwowego Korpusu Bezpieczeństwa w strukturach Polskiego Państwa Podziemnego. Fakt ten we wstępie pt. „Dane osobiste sprawozdawcy” odnotowuje raport Karskiego, gdzie jego brat występuje pod pseudonimem „Konrad”.
Pierwszy raport zatytułowany „Zagadnienie żydowskie w Polsce pod okupacjami” Karski wraz z bratem napisał już w końcu grudnia 1939 roku z polecenia kierownictwa Polskiego Państwa Podziemnego. Dotyczył on losów społeczności żydowskiej pod dwiema okupacjami – niemiecką oraz sowiecką. Raport ten za pośrednictwem chargé d’affaires Dawidowicza w pierwszych dniach stycznia 1940 roku otrzymał Rząd RP na uchodźstwie, rezydujący wówczas we francuskim mieście Angers. Drugi raport przygotowany został dla aliantów oraz polskiego rządu na zachodzie na przełomie lat 1941–1942. Spełniły one istotną rolę w informowaniu opinii publicznej na zachodzie o holokauście w okupowanej Polsce.

## Zawartość raportów
Pierwszy raport w części IV pt. „Zagadnienie żydowskie w kraju” opisuje sytuację Żydów oraz ich relacje z Niemcami i Polakami. Analizuje on zarówno sytuację Żydów na terenach, anektowanych przez Niemców i wcielonych do III Rzeszy, jak również w Generalnym Gubernatorstwie oraz terenach okupowanych przez ZSRR. Przedmiotem analizy jest zarówno sytuacja humanitarna, jak również kwestie polityczne. Na wstępie autor zastrzega, że poruszane kwestie nie mają charakteru naukowych studiów, ale opisują bieżącą sytuację, nastroje społeczne oraz relacje świadków.
W swoim raporcie Karski za najbardziej niekorzystną uznaje sytuację na terenach Rzeczypospolitej wcielonych do III Rzeszy, gdzie Żydzi podlegają niemieckim prawom rasowym i są „(...) poza prawem, poza opieką władz – dąży się oficjalnie, siłą, prawem, propagandą do ich wyniszczenia, bądź ich usunięcia”. Podaje ograniczenia jakim podlegają Żydzi:
- noszenie łat lub opasek z oznaczeniami, że są Żydami,
- zakaz zakupów w aryjskich sklepach oraz odwiedzania publicznych obiektów jak kawiarnie, kina, zakłady i sklepy,
- zakaz wytwarzania przedmiotów, artykułów oraz towarów,
- zakaz wychodzenia po zmroku,
- zakaz podróży bez zezwoleń.

Sytuację Żydów w Generalnym Gubernatorstwie Karski ocenia na podobną od tej panującej na terenach zaanektowanych przez III Rzeszę, jednak porównując uznaje ją za lepszą ze względu na większą liczebność Żydów, znacznie mniejszą liczbę Niemców oraz fakt, że ludność polska nie stosuje wobec Żydów tak radykalnych form represji jak Niemcy – „(...) ludność polska bądź co bądź nie okazuje jednak jeszcze skłonności do stosowania wobec żydów aż takich metod i takiej atmosfery, jak czynią to Niemcy”. Karski zaznacza jednak, że czasami w represjach wobec Żydów uczestniczy również polska ludność, szczególnie na terenach włączonych do III Rzeszy.
Zupełnie odwrotnie Karski relacjonuje sytuację Żydów na terenach II Rzeczypospolitej okupowanych przez Związek Radziecki. W rozdziale pt. „Sytuacja Żydów na terenach zajętych przez ZSRR” pisze, że Żydzi nie spotykają się z represjami oraz szykanami z powodu swojej przynależności etnicznej, a represje władzy sowieckiej mają tam charakter klasowy i dotyczą jedynie uprzywilejowanych i bogatych warstw społecznych. Karski zauważa, że pod radziecką okupacją istnieje duża grupa Żydów, która dzięki komunistom uzyskuje awans społeczny i robi kariery w aparacie partyjnym oraz związkach zawodowych. W jego opinii, jak również w opinii Polaków, którzy znaleźli się pod tą okupacją władze sowieckie preferują Żydów. Dotyczy to głównie komunistycznych żydowskich organizacji, jak również niezamożnej części społeczności żydowskiej, jak proletariatu, drobnych kupców oraz rzemieślników. Odmiennie przedstawia nastroje żydowskiej inteligencji oraz bogatych Żydów, którzy o przedwojennej Polsce „myślą (...) z pewnym sentymentem, z radością powitaliby zmianę obecnego stanu rzeczy – niepodległość Polski”. W swoim raporcie Karski notuje również liczne wypadki denuncjowania Polaków przez Żydów władzom komunistycznym oraz służbom bezpieczeństwa NKWD: „(...) denuncjują oni Polaków, polskich narodowych studentów, polskich działaczy politycznych, gdy kierują pracą milicji bolszewickich zza biurek, lub są członkami tej milicji, gdy niezgodnie z prawdą szkalują stosunki w dawnej Polsce. Niestety, trzeba stwierdzić, że wypadki te są bardzo częste, dużo częstsze, niż wypadki, wskazujące na ich lojalność wobec Polaków...”.

### Modyfikacje raportu
Raport sporządzony przez Karskiego różni się od raportu przekazywanego dalej przez rząd polski w Londynie w częściach opisujących stosunek ludności polskiej do Żydów na terenach okupowanych. Niektóre strony w raporcie Karskiego zostały uzupełnione stronami-duplikatami o zmodyfikowanej treści. Zmiany w wielu przypadkach całkowicie zmieniają wymowę oryginalnego raportu Karskiego, na przykład:

Stosunek żydów do Polaków jest podobny do ich stosunku do Niemców. Powszechnie daje się wyczuć, że radzi byliby, aby w stosunku Polaków do nich panowało zrozumienie, iż przecież oba narody są niesprawiedliwie gnębione i to przez tego samego wroga. Tego zrozumienia wśród szerszych mas społeczeństwa polskiego nie ma. Stosunek ich do żydów jest przeważnie bezwzględny, często bezlitosny. Korzystając w dużej części z uprawnień, jakie nowa sytuacja im daje. Wykorzystują wielokroć te uprawnienia – często nadużywają je nawet. Zbliża ich to w pewnym stopniu do Niemców.

W raporcie do strony tej dołożono stronę „6a” gdzie odpowiedni fragment jest następująco zmodyfikowany:

Stosunek Polaków do żydów w bardzo wielu wypadkach zmienił się pod wpływem tego, co się dzieje. Powszechnie podkreśla się w rozmowach przekraczające wszelkie bestialstwo Niemców w stosunku do tej części ludności, zamieszkującej ziemie polskie. W wielu wypadkach Polacy okazują w widoczny sposób współczucie żydom. Jest to tym bardziej charakterystyczne, że takie widoczne okazywanie współczucia może się kończyć, lub często i kończy źle dla tego, kto okazuje serce.

## Recepcja raportów
Na podstawie dokumentów przywiezionych w postaci mikrofilmów (materiały przygotowane przez Referat Spraw Żydowskich Komendy Głównej AK) do Londynu przez kuriera Jana Karskiego i potwierdzone jego świadectwem, w imieniu Rządu RP na uchodźstwie, minister spraw zagranicznych Edward Raczyński sporządził pierwszy oficjalny raport na temat holocaustu znany jako nota Raczyńskiego. Nota, napisana po angielsku, została rozesłana 10 grudnia 1942 r. przez Ministra Raczynskiego rządom państw będących sygnatariuszami Deklaracji Narodów Zjednoczonych. Nota została następnie, na koniec grudnia tego samego roku, opublikowana na zlecenie MSZ w postaci broszury pod tytułem „The Mass extermination of Jews in German occupied Poland” („Masowa eksterminacja Żydów na terenie okupowanej przez Niemców Polski”), liczącej 16 stron i która składała się dodatkowo z fragmentów przemówienia Mikołajczyka wygłoszonego na specjalnym posiedzeniu RN 27 listopada i rezolucji wówczas przyjętej, tekstu wspólnej deklaracji sojuszniczej z 17 grudnia oraz przemówienia Raczyńskiego po angielsku w BBC z tego samego dnia.
Częstym błędem jest nazywanie raportami Karskiego wspomnianej wyżej noty Rządu RP na uchodźstwie. Oryginalne raporty były pisane na maszynie do pisania, na zachód dotarły w postaci mikrofilmów i przez długi czas nie zostały wydrukowane w pełnej treści. Media w swoich relacjach często jednak nazywają raportem Karskiego notę polskiego rządu Edwarda Raczyńskiego wydaną drukiem w roku 1942. Tę błędną interpretację podały w 2013 roku agencje informacyjne na całym świecie w odniesieniu do sprzedaży na aukcji w Paryżu za 21 tys. euro jednego z egzemplarzy wspomnianej broszury „The Mass extermination of Jews in German occupied Poland” („Masowa eksterminacja Żydów na terenie okupowanej przez Niemców Polski”).

## Upamiętnienie
- Raportowi Jana Karskiego Claude Lanzmann zadedykował film dokumentalny z 2010 roku pt. „Le Rapport Karski”.